# Stanhope Templeman Speer

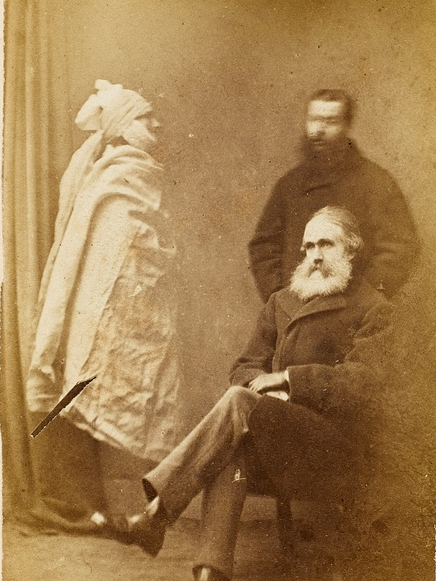
Speer (đang ngồi) cùng với William Stainton Moses và thực thể được cho là linh hồn.

Stanhope Templeman Speer (ngày 20 tháng 10 năm 1823 – ngày 9 tháng 2 năm 1889) là bác sĩ,  nhà leo núi, nhà nghiên cứu tâm linh và cận tâm lý học người Anh.
Speer từng có thời gian hành nghề y tại Bệnh viện Brompton ở Luân Đôn và chuyên điều trị các bệnh về ngực. Ông được công nhận là vị bác sĩ đầu tiên mô tả triệu chứng say núi trên một tạp chí y học đương thời.
Năm 1844, ông là người đầu tiên leo lên Mittelhorn, đỉnh cao nhất của dãy Wetterhorn ở Thụy Sĩ.
Speer còn có sở thích nghiên cứu về các hiện tượng tâm linh và là bạn thân của thầy đồng William Stainton Moses. Trong suốt thập niên 1870, Moses sinh sống cùng vợ chồng Speer và dạy kèm cho con trai của họ tên là Charlton Templeman Speer, về sau thành nhà soạn nhạc nổi tiếng và cũng nối nghiệp cha mình làm nhà tâm linh học. Speer vốn là thành viên ban đầu của Câu lạc bộ Ma và Hội Nghiên cứu Ngoại cảm. Đồng thời còn là thành viên thuộc Hiệp hội Nhà Tâm linh Quốc gia Anh.